# Fordson Thames ET
Der 1949 von Ford of Britain präsentierte Fordson Thames ET6 und ET7 löste den Fordson 7V ab und war damit der erste neue Nachkriegs-Lkw von Ford in Europa. Außer im Commonwealth of Nations wurde er auch in Kontinentaleuropa angeboten, aber nicht in Deutschland. Die Modellreihe war nicht nur als Lkw und Fahrgestell, sondern auch als Kastenwagen und Omnibus erhältlich. Anfänglich gab es sie als ET6 mit dem bekannten 3,6-Liter-Ford-Flathead-V8 mit 85 PS (62 kW) der auch im Ford Pilot verwendet wurde und als ET7 mit einem 4,7 Liter-Sechszylinder-Perkins-Engines-Dieselmotor mit 50 PS (37 kW).
Das konventionelle Führerhaus mit Haubenschnauze und geteilter Windschutzscheibe hatte mehr Platz als der Vorgänger. Gebaut wurde es vom Karosseriebauer Briggs Motor Bodies und wurde in fast gleicher Form auch für den Dodge 100 und dem Leyland Comet geliefert. Das Fahrwerk hatte halbelliptische Blattfedern und nun  hydraulisch betätigte Bremsen samt Unterdruck-Bremskraftverstärker.
Es waren nun auch Nutzlasten bis zu acht Tonnen und optional Allradantrieb möglich.
Gebaut wurde auch eine allradgetriebene 3-Tonnen-Variante (ETF6) mit dem kanadischen V8-Motor mit stehenden Ventilen und einer Frontlenker-Kabine von British Light Steel Pressings. Diese wurde auch von Commer verwendet.
Wegen des hohen Benzinverbrauchs des veralteten V8-Motors brachte Ford 1953 für die Nutzlastvarianten bis drei Tonnen den neu entwickelten „Cost Cutter“ auf den Markt, einen 3,6-Liter-Vierzylindermotor mit hängenden Ventilen. Dieser Motor war auch die Grundlage für Fords ersten selbst entwickelten Dieselmotor mit 3,61 Liter Hubraum und 70 PS (55 kW) Leistung. Dieser wurde ab 1954 als 4D oder 6D angeboten.
1957 endete die Produktion in Dagenham Nachfolger war der Ford Thames Trader.
Ebro baute die Fordson-Thames ET-Modelle in Lizenz von 1956 bis 1963 als Ebro B-Serie.